# Gradiško jezero
Gradiško jezero je umetno zajezeno jezero v bližini kraja Gradišče v občini Lukovica. 
Jezero so zgradili kot mokri zadrževalnik na potoku Drtijščica, ki varuje avtocesto Ljubljana–Maribor pred hudournimi vodami. Okoli jezera je speljana urejena makadamska pot v dolžini 4200 m, ki pa je v prometnem smislu namenjena le za dovoz lastnikom okoliških gozdov. Promet z motornimi vozili je za ostale udeležence je prepovedan in zaprt z zapornicami. Tako je cesta idealno sprehajališče. Ob jezeru se vije tudi del Rokovnjaške poti, ki poteka čez vrhove okoliških hribov in je v celoti dolga 60 km. Dostop do jezera je mogoč iz smeri Lukovice ali iz Moravč.
Poleg sprehajalcev na svoj račun lahko pridejo tudi ribiči. Na jugozahodnem koncu jezera je drstišče rib. Njegove vodne površine pa so si že prisvojili tudi labodi in race.
Poleg krožne ceste je v okolici jezera še nekaj položnih poti in točk, vrednih ogleda. Posebno zanimivi sta vas Gradišče z markantno cerkvijo sv. Marjete in okoli dve uri hoda oddaljena Limbarska gora. Na vrhu hriba severozahodno od cerkve sv. Marjete so bili najdeni dokazi, da je na tem mestu stalo prazgodovinsko gradišče, po katerem je kraj, ki se razprostira pod cerkvijo dobil svoje ime. Jugovzhodno od jezera se nahajajo ostanki ruševin gradu Rožek.

## Legendi o Gradiškem jezeru
Obstajata dve legendi, ki pripovedujeta, da je na tem območju pod današnjim naseljem Gradišče nekoč že stalo jezero. Obe legendi omenjata gradiški grad in grad Rožek. Prva pravi, da je v jezeru živel zmaj. Žrtvovati bi mu morali graščakovo hčer, vendar je zmaja prej ubil neki berač, ki je bil za to bogato nagrajen. Druga legenda pa pravi, da sta se graščaka po jezeru vozila drug k drugemu na obiske in skupaj lovila ribe. Kasneje so morali tlačani na zahtevo graščaka iz gradu Rožek prekopati jez pri Kurniku proti Trnjavi. Voda je odtekla v Radomljo, na kraju, kjer je bilo prej jezero, pa so nastali pašniki.

## Prireditve

### Gradiški tek
Turistično društvo Gradišče pri Lukovici okoli Gradiškega jezera od leta 2006 naprej prireja tradicionalni Gradiški tek. Organizirani so teki na več različnih razdalij, obstajajo pa kategorije tako za odrasle kot za otroke.

### Jadranje
Na Gradiškem jezeru od leta 2015 vsako leto na začetku junija poteka jadralna regata z jadrnicami tipa Mini 12. Regato prireja Jadralni klub Adama Ravbarja, ki redno prireja regate tudi v Dalmaciji in na Bohinjskem jezeru